# 西川さち
西川 さち（にしかわ さち、旧名：西川 祥、1987年1月4日 - ）は、奈良県出身の女性タレント・グラビアアイドルである。サプライズ所属（提携 Dig-est）。

## 人物
- 奈良県立香芝高等学校を卒業し、地元のアパレルショップに勤務した後、2007年4月4日に退職し上京。
- 趣味はおにぎり研究。コンビニ、お弁当のおにぎりを食べつくし1番美味しいおにぎりを探求すること。
- 特技は書道毛筆七段、チアパラ
- すき焼き、焼き肉、チョコレートが大好き

## 活動

### TV
- くちコミ☆ジョニー ジョニーガール（日本テレビ、2007年9月〜2008年4月）西川祥名で出演。
- 狩野英孝★熱血アイドルアカデミー アキパラ嬢（静岡第一テレビ他、2009年7月-8月）
- さきっちょ☆（テレビ朝日他2010年5月〜）さきっちょガールとして

### 舞台
- 渋谷アイドル100人劇場 芸能事務所リップ主催のアイドル公開養成舞台。2009/05/18 オーディション組よりB組入り。

### 雑誌
- フライデー 2007/12/14 日本テレビ『くちコミ☆ジョニー』の収録現場と水着の写真掲載。
- 週刊プレイボーイ 2008/2/18 グラビア
- ヤングマガジン 2008/4/7 No.17 グラビア

### イメージDVD
- First Aircontrol（2010年8月25日、エアーコントロール）